# Thylamys pallidior
Thylamys pallidior is een zoogdier uit de familie van de opossums (Didelphidae). De wetenschappelijke naam van de soort werd voor het eerst geldig gepubliceerd door Thomas in 1902.

## Voorkomen
De soort komt voor in Peru, Bolivia, Argentinië en Chili.